# Амартија
Aмартија или хамартија (грч. αμαρτία — „грешка”, „заблуда”), према Аристотелу, јесте узрок због којег драмска радња има трагичан завршетак, тј. узрок јунаковог „преласка из среће у несрећу”. Трагични јунак из незнања и у заблуди чини неку велику грешку. Тиме се огријешио о божанске (судбинске) силе, које због тога над њим врше одмазду одводећи га у неминовну пропаст. Та пропаст, изазивајући код читалаца осјећања страха и сажаљења, води према катарзи. Типичан примјер амартије може се наћи у Софокловом Миту о Едипу, кад Едип убије оца и ожени се мајком у незнању. Аристотелово учење о јунаковој трагичној кривици основа је већине потоњих тумачења трагедије. 